# Fibrado vetorial
Em topologia diferencial, um fibrado vetorial é um espaço topológico que é uma associação de um espaço vetorial a cada ponto de outro espaço topológico (mais simples), satisfazendo determinadas propriedades que ligam a estrutura dos espaços topológicos aos espaços vetoriais.
Ao espaço topológico mais simples chama-se base, a cada espaço vectorial uma fibra e à união de todas as fibras o espaço total do fibrado.
Essencialmente, a propriedade para ligar a base às fibras é que, localmente, o fibrado vectorial seja muito parecido com um cilindro, ou seja, para cada ponto x do espaço topológico exista uma vizinhança U de x no espaço topológico tal que U x o espaço vetorial seja homeomorfo a um aberto do fibrado.

## Definição
Um fibrado vectorial se caracteriza por:
- Um espaço topológico E (chamado espaço total, por abuso de linguagem, às vezes chamado de o próprio fibrado vetorial)
- Um espaço topológico X (chamado de base)
- Uma projeção contínua {\displaystyle \pi :E\to X\,}
- Para todo {\displaystyle x\in X\,}, uma estrutura de espaço vetorial em {\displaystyle \pi ^{-1}(x)\subseteq E\,}

Satisfazendo o axioma:
- Para todo {\displaystyle x\in X\,}, existe uma vizinhança U de x, um número natural k e um homeomorfismo {\displaystyle \phi :U\times \mathbb {R} ^{k}\to \pi ^{-1}(U)\,} em que:
  - {\displaystyle \pi (\phi (x,v))=x\,} para todo vetor v de {\displaystyle \mathbb {R} ^{k}\,}
  - a função {\displaystyle v\to \phi (x,v)\,} é um isomorfismo entre os espaços vetoriais {\displaystyle \mathbb {R} ^{k}\,} e {\displaystyle \pi ^{-1}(x)\,}

## Exemplos
- Se E é um espaço vetorial e X é um espaço topológico, então o produto E×X é um fibrado vetorial sobre X.
- O fibrado tangente de uma variedade diferenciável é um fibrado vetorial sobre essa variedade.